# Süleyman Bekmezci
Süleyman Bekmezci (* 15. November 1995) ist ein türkischer Leichtathlet, der sich auf den Mittelstreckenlauf spezialisiert hat.

## Sportliche Laufbahn
Erste Erfahrungen bei internationalen Meisterschaften sammelte Süleyman Bekmezci beim Europäischen Olympischen Jugendfestival (EYOF) 2011 in Trabzon, bei dem er mit 1:57,56 min in der ersten Runde im 800-Meter-Lauf ausschied. 2013 gewann er bei den Junioreneuropameisterschaften in Rieti in 3:44,45 min die Silbermedaille im 1500-Meter-Lauf und im Jahr darauf wurde er bei den U23-Mittelmeer-Meisterschaften in Aubagne in 3:53,01 min Fünfter, ehe er bei den Juniorenweltmeisterschaften in Eugene mit 3:49,01 min in der Vorrunde ausschied. 2015 scheiterte er bei den U23-Europameisterschaften in Tallinn mit 3:45,85 min im Vorlauf und im Jahr darauf gewann er bei den U23-Mittelmeer-Meisterschaften in Tunis in 4:09,56 min die Silbermedaille über 1500 m  hinter dem Tunesier Abdessalem Ayouni. Zudem siegte er dort in 14:41,03 min im 5000-Meter-Lauf. Anschließend gewann er bei den Balkan-Meisterschaften in Pitești in 3:44,85 min die Bronzemedaille über 1500 m und wurde in 1:50,63 min Fünfter im 800-Meter-Lauf. 2017 gewann er bei den Balkan-Hallenmeisterschaften in Belgrad in 3:47,10 min die Silbermedaille über 1500 m und anschließend klassierte er sich bei den U23-Europameisterschaften in Bydgoszcz mit 3:54,63 min auf dem zwölften Platz. Im Jahr darauf wurde er in 3:46,01 min Fünfter über 1500 m bei den Balkan-Meisterschaften in Stara Sagora. 
2019 belegte er bei den Balkan-Hallenmeisterschaften in Istanbul in 8:28,30 min den siebten Platz im 3000-Meter-Lauf und im Jahr darauf gewann er bei den Balkan-Hallenmeisterschaften ebendort in 8:13,93 min die Silbermedaille. 2021 wurde er bei den Balkan-Meisterschaften in Smederevo in 3:55,42 min Sechster über 1500 m.
In den Jahren 2015 und 2018 wurde Bekmezci türkischer Meister im 1500-Meter-Lauf im Freien sowie 2017 in der Halle.

## Persönliche Bestleistungen
- 800 Meter: 1:48,84 min, 24. Mai 2016 in Mersin
  - 800 Meter (Halle): 1:55,29 min, 23. Dezember 2012 in Istanbul
- 1500 Meter: 3:41,47 min, 12. Juni 2016 in Mersin
  - 1500 Meter (Halle): 3:45,52 min, 28. Januar 2017 in Istanbul
- 3000 Meter: 8:23,87 min, 28. Juli 2013 in Stara Sagora
  - 3000 Meter (Halle): 8:07,63 min, 20. Februar 2014 in Istanbul
- 5000 Meter: 14:04,19 min, 1. Mai 2021 in Mersin